# Siegfried Marcus
Siegfried Marcus (Németország, Malchin, 1831. szeptember 18. – Bécs, 1898. június 30.) osztrák feltaláló, akit hosszú időn át a benzinmotoros gépkocsi feltalálójának tartottak.

## Életpályája
1868-tól végzett kísérleteket a próbapadon. Járművét korábban 1875-re keltezték, újabban az 1880-as évek végére teszik. Fekvő helyzetű, négyütemű, egyhengeres motorja és elektromos gyújtása volt. Állítólag három példány készült, amelyek közül egy valószínűleg az USA-ba, egy másik Hollandiába került, míg a harmadik példány ma is a bécsi Technisches Museumban található.